# Gregorio Cortese
Gregorio (Giovanni Andrea) Cortese (Modena, 1483 – Roma, 21 settembre 1548) è stato un cardinale e arcivescovo cattolico italiano.

## Biografia
Nato a Modena da un'antica e nobile famiglia, era figlio di Alberto Cortese e di Sigismonda Gherardino della Molza; il suo nome di battesimo era Giovanni Andrea. La sua famiglia aveva già dato alla chiesa il cardinale Ludovico Cortese nel 1294. Frequentò a Modena gli studi umanistici del cistercense Varino di Piacenza e approfondì notevolmente lo studio del greco e del latino. In seguito studiò giurisprudenza per cinque anni a Bologna e Padova, ottenendo un dottorato in legge nel 1500, a soli diciassette anni.
Trasferitosi a Roma, entrò al servizio del cardinale Giovanni de' Medici, futuro papa Leone X, che lo nominò suo auditore, ma ritenendo che i suoi doveri lo avessero distratto dai suoi studi, decise di tornare a casa. Nel 1504, sollecitato dai suoi parenti, accettò, anche se era solo un suddiacono, la rettoria della chiesa dei Santi. Nazzaro e Celso d'Albareto, un villaggio vicino a Modena che era un giuspatronato della sua famiglia. Nello stesso modo fu indotto poco dopo a succedere ad un altro cugino, Lanfranco Cortese, come vicario di Modena, ricevendo il 16 agosto 1506 il diaconato e il presbiterato insieme, grazie alla bolla pontificia del 26 luglio 1506.

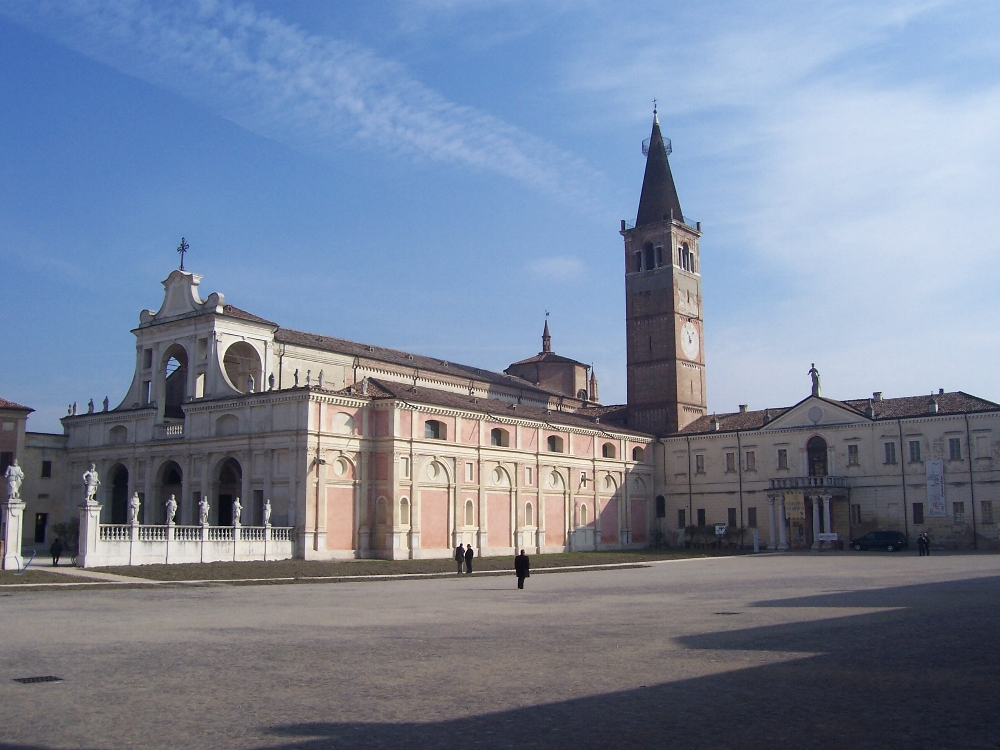
Abbazia di San Benedetto in Polirone, San Benedetto Po

Il 16 agosto 1506 fu ordinato sacerdote da Erasmo de' Bertacchi da Crema, vescovo di Ario e suffraganeo di Modena. L'anno successivo la sua carriera ecclesiastica ebbe una brusca interruzione, perché decise di farsi monaco. Spinto dal desiderio di approfondire gli studi biblici e patristici, entrò nella Congregazione benedettino-cassinese presso l'Abbazia di San Benedetto in Polirone, nei pressi di Mantova. Nonostante gli sforzi di Giovanni de' Medici per tentare di dissuaderlo, il 25 marzo 1508 pronunciò i voti, prendendo il nome di Gregorio. Il monaco rispose enunciando i grandi pericoli della sua anima quando era ancora coinvolto negli affari internazionali e sottolineava la pace e la felicità interiore che egli aveva quando cantava l'ufficio divino e studiava le Sacre Scritture. Quando nel 1513 il cardinale fu eletto al papato, il Cortese gli inviò una lettera di congratulazioni, ricordargli, però, il suo dovere di iniziare finalmente la riforma urgenti della chiesa. Su esplicita richiesta del vescovo Augustin de Grimaldi di Grasse, abate commendatario di Lérins, il Cortese e altri monaci si trasferirono in quel monastero per introdurre la riforma cassinese. Fondò un'accademia per educare i giovani francesi nelle discipline umanistiche e fu eletto suo abate nel 1524. A causa della malattia, tornò in Italia nel 1527. Nel 1527 fu nominato abate del monastero di San Pietro a Modena, nel 1528 abate del monastero di San Pietro a Perugia e nel 1532 abate del monastero di San Giorgio a Venezia. Durante il suo soggiorno a Venezia divenne amico intimo del cardinale Pietro Bembo, inoltre, ebbe contatti amichevoli con i cardinali Gasparo Contarini, Reginald Pole, Jacopo Sadoleto, Gian Matteo Giberti e altri umanisti. È stato considerato uno dei migliori scrittori e uomini più colti in Italia. Nel 1536 papa Paolo III lo nominò membro di una commissione di nove ecclesiastici incaricati di preparare una lista con gli abusi ecclesiastici che necessitavano più urgentemente di riforme. Poco dopo, divenne visitatore apostolico e riformatore per tutta l'Italia. Nel 1538 fu nominato abate di San Benedetto in Polirone. Nel 1540 fu inviato in Germania come teologo del cardinale Tommaso Campeggio, nunzio in Germania, per l'incontro di Worms tra cattolici e luterani, ma la cattiva salute gli impedì di viaggiare in Germania. Fu visitatore generale della sua congregazione in diverse occasioni.
Nel concistoro del 2 giugno 1542 fu creato cardinale presbitero; il 16 ottobre successivo ricevette la berretta cardinalizia con il titolo di San Ciriaco alle Terme Diocleziane e gli fu concesso, allo stesso tempo, di poter continuare ad usare l'abito nero caratteristico del suo ordine religioso. Fu legato apostolico presso il duca Ercole I d'Este a Ferrara. L'11 maggio 1543 fu nominato, insieme ad altri sette cardinali, membro di una commissione preparatoria per gli affari del consiglio.
Il 6 novembre 1542 fu nominato amministratore della sede episcopale di Urbino, carica che mantenne fino alla morte. Il 2 novembre 1544 fu nominato dal papa membro del consiglio generale. A causa della malattia non poteva partecipare al concistoro dell'8 gennaio 1546. Verso la fine dell'agosto 1548 per un'emorragia iniziò a peggiorare, tanto che il 30 agosto fece testamento e il 31 ricevette l'estrema unzione. Morì il 21 settembre a Roma verso le 9 di sera in casa di Girolamo Godefredi. Volle essere sepolto di notte e senza particolari cerimonie nella Basilica dei Santi XII Apostoli presso l'altare di Santa Eugenia, accanto alla tomba della madre, che era stata sepolta nel 1527. Lasciò istruzioni che fossero vietate le visite dei cardinali alla sua salma.